# Temporades del Vila-real CF
Resum esportiu del Vila-real Club de Futbol, temporada a temporada.

## Dècada de 1920 a 1930
Moments destacats 
- 1923: Fundació del club.
- La vestimenta del club seria blanca i negra.

## Dècada de 1930 a 1940
Temporades 
- 1931-32 Segona Regional 5è
- 1934-35 Primera Regional 3r
- 1935-36 Primera Regional 1r
- 1936-39 Sense competició
- 1939-40 Segona Regional 2n

## Dècada de 1940 a 1950
Moments destacats 
- No hi ha fonts verificables però la vestimenta cambia al groc i blau, on des de llavors i fins avui dia vesteix l'equip.

 Temporades 
- 1940-41 Segona Regional
- 1941-42 Segona Regional
- 1942-43 Segona Regional
- 1943-44 Segona Regional
- 1944-45 Segona Regional
- 1945-46 Segona Regional
- 1946-47 Segona Regional
- 1947-48 Segona Regional
- 1948-49 Segona Regional
- 1949-50 Segona Regional

## Dècada de 1950 a 1960
Moments destacats 
- La temporada 55-56 l'equip aconsegueix l'ascens a la Tercera Divisió.

 Temporades 
- 1950-51 Primera Regional 2n
- 1951-52 Primera Regional 4t
- 1952-53 Primera Regional 2n
- 1953-54 Primera Regional 2n
- 1954-55 Primera Regional 3r
- 1955-56 Primera Regional 1r
- 1956-57 Tercera Divisió 8è
- 1957-58 Tercera Divisió 5è
- 1958-59 Tercera Divisió 6è
- 1959-60 Tercera Divisió 12è

## Dècada de 1960 a 1970
Moments destacats 
- L'equip perd la categoria a la temporada 60-61.
- Torna a recuperar la categoria en la temporada 66-67.
- La temporada 68-69 Arriba per primer cop en la seva història a la Segona Divisió.
- L'equip aconsegueix el lideratge en la Segona divisió però no aconsegueix pujar al perdre el partit de la lligueta per a l'ascens.

 Temporades 
- 1960-61 Tercera Divisió 14è
- 1961-62 Primera Regional 14è
- 1962-63 Primera Regional 15è
- 1963-64 Primera Regional 6è
- 1964-65 Primera Regional 3r
- 1965-66 Primera Regional 3r
- 1966-67 Primera Regional 1r
- 1967-68 Tercera Divisió 3r
- 1968-69 Tercera Divisió 9è
- 1969-70 2a Divisió 1r

## Dècada de 1970 a 1980
Moments destacats 
- La temporada 70-71 perd la categoria.
- En la 75-76 descendeix a Regional Preferent.
- La següent temporada torna a la Tercera divisió.

 Temporades 
- 1969-70 2a Divisió 1r
- 1970-71 2a Divisió 16è
- 1971-72 Tercera Divisió 17è
- 1972-73 Tercera Divisió 12è
- 1973-74 Tercera Divisió 12è
- 1974-75 Tercera Divisió 8è
- 1975-76 Tercera Divisió 13è
- 1976-77 Regional Preferent 1r
- 1977-78 Tercera Divisió 15è
- 1978-79 Tercera Divisió 13è
- 1979-80 Tercera Divisió 9è

## Dècada de 1980 a 1990
Moments destacats
- La temporada 86-87 s'aconsegueix l'ascens a la Segona divisió B.
- En la 89-90 torna a l'anterior categoria.

Temporades
- 1980-81 Tercera Divisió 16è
- 1981-82 Tercera Divisió 7è
- 1982-83 Tercera Divisió 14è
- 1983-84 Tercera Divisió 13è
- 1984-85 Tercera Divisió 14è
- 1985-86 Tercera Divisió 6è
- 1986-87 Tercera Divisió 3r
- 1987-88 Segona Divisió B 2n
- 1988-89 Segona Divisió B 4t
- 1989-90 Segona Divisió B 18è

## Dècada de 1990 a 2000
Moments destacats
- A principis de la dècada dels 90' s'aconsegueix de nou l'ascens a la Segona divisió B.
- La temporada 92-93 després d'uns 20 anys, l'equip torna a la Segona divisió.
- La temporada 98-99 arriba a la màxima categoria conseguint així ascendir a la Primera divisió.
- La següent temporada no es pot mantindre a la màxima categoria i cau a la divisió de plata.
- A les acaballes de la dècada del 90' aconsegueix de nou l'ascens a la Primera divisió.

Temporades
- 1990-91 Tercera divisió 2n
- 1991-92 Segona divisió B 2n
- 1992-93 2a Divisió 13è
- 1993-94 2a Divisió 16è
- 1994-95 2a Divisió 10è
- 1995-96 2a Divisió 15è
- 1996-97 2a Divisió 10è
- 1997-98 2a Divisió 4t
- 1998-99 1a Divisió 18è
- 1999-00 2a Divisió 3r

## Dècada de 2000 a 2010
Títols
- 2 Copes Intertoto 03 i 04

Moments destacats
- El 2002 és subcampió de la Copa Intertoto.
- El 2003 arriba a les semifinals de la Copa de la UEFA.
- La temporada 2004-2005 queda tercer a la Lliga i es classifica per a la Champions League.
- La següent temporada arriba a les semifinals de la Champions League.
- El 2006 és subcampió de la Copa Intertoto
- El 2008 és subcampió de la Primera divisió i es classifica per segona vegada per a la Champions League.

Temporades
- 2000-01 1a Divisió 7è
- 2001-02 1a Divisió 15è
- 2002-03 1a Divisió 15è
- 2003-04 1a Divisió 8è
- 2004-05 1a Divisió 3r
- 2005-06 1a Divisió 7è
- 2006-07 1a Divisió 5è
- 2007-08 1a Divisió 2n
- 2008-09 1a Divisió 5è
- 2009-10 1a Divisió 7è